# Secadura
Secadura ist ein spanisches Dorf in der Gemeinde Voto in Kantabrien am Golf von Biskaya. Die Ortschaft ist fünf Kilometer von der Hauptstadt Kantabriens, Bádames, entfernt und liegt 86 Meter über NN. Im Jahre 2004 zählte Secadura 342 Einwohner, 2011 nur noch 289. Bei Secadura befindet sich eine Höhle, die cueva del Otero genannt wird. Seit 1998 ist diese eine archäologische Zone.

## Söhne und Töchter des Dorfes
- Juan de Nates (1545–1613), spanischer Sänger und Architekt.
- Francisco Laso de la Vega (1586–1640), spanischer Gouverneur von Chile.
- Juan de la Cuesta (16. Jahrhundert), spanischer Sänger und Architekt.